# Once de Marzo, Chiapas
Once de Marzo är en ort i Mexiko.   Den ligger i kommunen Acapetahua och delstaten Chiapas, i den sydöstra delen av landet, 800 km sydost om huvudstaden Mexico City. Once de Marzo ligger 27 meter över havet och antalet invånare är 181.
Terrängen runt Once de Marzo är platt åt sydväst, men åt nordost är den kuperad. Runt Once de Marzo är det ganska tätbefolkat, med 60 invånare per kvadratkilometer. Närmaste större samhälle är Escuintla, 6,5 km nordost om Once de Marzo. Omgivningarna runt Once de Marzo är en mosaik av jordbruksmark och naturlig växtlighet.